# فردوسی‌نامه مهر
فردوسی‌نامهٔ مهر نام ویژه‌نامه‌ای بود که مجلهٔ مهر به‌مناسبت هزاره فردوسی در شماره‌های مهر و آبان خود در سال ۱۳۱۳ منتشر کرد.